# غابريلي مونيتشي
غابريلي مونيتشي (بالإيطالية: Gabriele Moncini)‏ (26 أبريل 1996 ببستويا في إيطاليا - ) هو لاعب كرة قدم إيطالي في مركز الهجوم. شارك مع منتخب إيطاليا تحت 16 سنة لكرة القدم ومنتخب إيطاليا تحت 17 سنة لكرة القدم. أما مع النوادي، فقد لعب مع نادي تشيزينا ونادي براتو.

## روابط خارجية
- غابريلي مونيتشي على موقع قاعدة بيانات كرة القدم.إي يو (الإنجليزية)
- غابريلي مونيتشي على موقع Soccerway.com (الإنجليزية)
- غابريلي مونيتشي على موقع AS.com (الإسبانية)